# Bistum Huesca
Das Bistum Huesca (lat.: Dioecesis Oscensis) ist eine in Spanien gelegene römisch-katholische Diözese mit Sitz in Huesca.

## Geschichte
Das Bistum Huesca wurde im Jahre 533 durch Papst Johannes II. errichtet und dem Erzbistum Tarragona als Suffraganbistum unterstellt. Am 14. Juni 1318 wurde das Bistum Huesca dem Erzbistum Saragossa als Suffraganbistum unterstellt.
Der Bischof von Huesca ist In persona episcopi zugleich Bischof von Jaca.